# Distichophyllum complanatum
Distichophyllum complanatum là một loài Rêu trong họ Hookeriaceae. Loài này được (Hampe) Mitt. mô tả khoa học đầu tiên năm 1882.